# Fusée de Mannheim
En musique classique, une fusée de Mannheim (Mannheimer Rakete en allemand, Mannheim Rocket en anglais) est une mélodie en arpège d'ascendance rapide,, une ligne mélodique qui s'élève par sauts successifs en décrivant habituellement un accord de trois notes (une triade) et qui ouvre une pièce musicale en lui donnant une impulsion dramatique.
On utilise ce terme pour décrire la technique musicale perfectionnée par l'orchestre de l'école de Mannheim au XVIIIe siècle dans laquelle une figure ascendante (une gamme ou un arpège) file et devient plus rapide au fur et à mesure qu'elle devient plus aiguë, ce qui explique le terme « fusée ».

## Historique
Son nom provient de l'école de Mannheim, une école de musique classique du XVIIIe siècle emmenée par Franz Xaver Richter et Johann Stamitz, qui a influencé les compositeurs classiques ultérieurs comme Mozart et Beethoven.
Le terme a été forgé au XIXe siècle par le musicologue allemand Hugo Riemann.
La fusée de Mannheim fait partie des Mannheimer Manieren, ces figures de style attribuées par Hugo Riemann à l'orchestre de Mannheim, aux côtés du « rouleau de Mannheim » (un crescendo étendu appelé Mannheimer Walze en allemand et Mannheim Roller en anglais) et du « soupir de Mannheim » ou « soupir à la manière de Mannheim » (une forme d'appoggiature appelée Mannheimer Seufzer ou Mannheim Sigh),,.
Mais, plus récemment, l'attention des musicologues s'est portée sur les emprunts faits par la symphonie de Mannheim aux ouvertures d'opéras de compositeurs italiens comme Niccolò Jommelli et Baldassare Galuppi et certains spécialistes considèrent maintenant que plusieurs figures mélodiques considérées traditionnellement comme des inventions de Mannheim (soupir de Mannheim, fusée de Mannheim) trouvent en fait leur origine dans l'opéra italien.
Werner Ehrhardt, le leader de l'ensemble de musique Concerto Köln, estime par ailleurs dans le livret du CD consacré par son ensemble à l'âge d'or de Mannheim que « leur crescendo prétendument typique est bien plus rare qu'on ne l'affirme depuis le siècle dernier avec Hugo Riemann ».

## Exemples de fusée de Manheim
- Joseph Haydn  : 
  - symphonie n° 42[9]

- Wolfgang Amadeus Mozart : 
  - ouverture du quatrième mouvement de la 40e symphonie KV 550[9]
  - début de l'Allegro de la sonate pour piano n° 14 en ut mineur, KV 457 (1783)[3],[10]
  - début du Rondo du concerto pour piano nº 20 KV 466[10]
  - sérénade KV 388[10]

- Ludwig van Beethoven : 
  - trio avec piano n° 1, op. 1 n° 1[9]
  - début de l'Allegro de la sonate pour piano n° 1, op. 2, n° 1[3],[11]

- Antoine Reicha (1770-1836) : 
  - début de la Sonate en ré pour piano, composée probablement autour de 1804-1805[12]

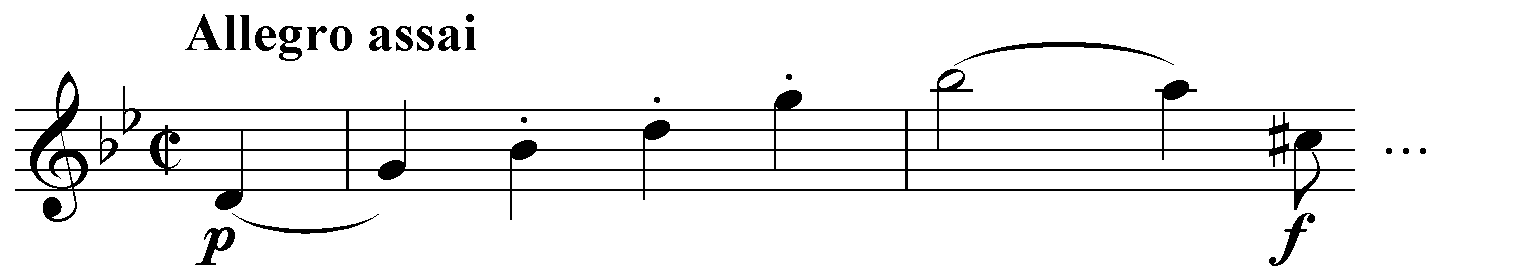
Fusée de Mannheim en ouverture du quatrième mouvement de la 40e symphonie de Mozart.